# Ойтинген-им-Гой
Ойтинген-им-Гой (нем. Eutingen im Gäu) — община в Германии, в земле Баден-Вюртемберг. 
Подчиняется административному округу Карлсруэ. Входит в состав района Фройденштадт.  Население составляет 5441 человек (на 31 декабря 2010 года). Занимает площадь 32,82 км².